# Алашевце
Алашевце или Алашевци (на македонска литературна норма: Алашевце; на албански: Allasheci, Алашеци) е село в Северна Македония, в община Липково.

## География
Селото е разположено в западните поли на Скопска Църна гора.

## История
В края на XIX век Алашевце е албанско село в Кумановска каза на Османската империя. Според статистиката на Васил Кънчов („Македония. Етнография и статистика“) от 1900 година Алашевци е село, населявано от 160 арнаути мохамедани.
Според преброяването от 2002 година селото има 126 жители.
| Националност     | Всичко |
| северномакедонци | 0      |
| албанци          | 119    |
| турци            | 0      |
| роми             | 0      |
| власи            | 0      |
| сърби            | 0      |
| бошняци          | 0      |
| други            | 7      |